# Le Ségur
Le Ségur è un comune francese di 250 abitanti situato nel dipartimento del Tarn nella regione dell'Occitania.

## Società

### Evoluzione demografica
Abitanti censiti